# Tshwane
Tshwane – obszar metropolitalny w Południowej Afryce, w prowincji Gauteng. 18 maja 2011 roku do Tshwane przyłączono dystrykt Metsweding.
Tshwane składa się z następujących miast:
- Garankuwa
- Centurion (dawniej Verwoerdburg)
- Temba
- Mabopane
- Winterveld
- Northern Pretoria Metropolitan Substructure
- Pretoria
- Pienaarsrivier
- Crocodile River
- Greater Pretoria Metropolitan Council
- Wallmannsthal
- Hammanskraal
- Akasia
- Soshanguve
- Mamelodi